# Episodi di Harper Valley P.T.A. (prima stagione)
La prima stagione della serie televisiva Harper Valley P.T.A. è stata trasmessa in anteprima negli Stati Uniti d'America dalla NBC tra il 16 gennaio 1981 e il 1º maggio 1981.
| nº | Titolo originale              | Titolo italiano | Prima TV USA     | Prima TV Italia |
| -- | ----------------------------- | --------------- | ---------------- | --------------- |
| 1  | To Dunk or Not to Dunk        |                 | 16 gennaio 1981  |                 |
| 2  | A Husband for Stella          |                 | 23 gennaio 1981  |                 |
| 3  | Mail and Female               |                 | 30 gennaio 1981  |                 |
| 4  | Don Juan and Two              |                 | 6 febbraio 1981  |                 |
| 5  | The Life of Reilly            |                 | 13 febbraio 1981 |                 |
| 6  | Stella, the Reilly Girl       |                 | 20 febbraio 1981 |                 |
| 7  | Moonlighting Becomes You      |                 | 6 marzo 1981     |                 |
| 8  | A Tree Grows in Harper Valley |                 | 13 marzo 1981    |                 |
| 9  | Dirty Tricks                  |                 | 20 marzo 1981    |                 |
| 10 | Stella and Howard             |                 | 27 marzo 1981    |                 |
| 11 | Mayor Bobby                   |                 | 3 aprile 1981    |                 |
| 12 | Bad Day at Harper Valley      |                 | 10 aprile 1981   |                 |
| 13 | My Fair Stella                |                 | 1º maggio 1981   |                 |